# Винкот (Пенсільванія)
Винкот (англ. Wyncote) — переписна місцевість (CDP) в США, в окрузі Монтгомері штату Пенсільванія. Населення — 3081 особа (2020).

## Географія
Винкот розташований за координатами 40°5′29″ пн. ш. 75°8′47″ зх. д. / 40.09139° пн. ш. 75.14639° зх. д. (40.091506, -75.146279).  За даними Бюро перепису населення США в 2010 році переписна місцевість мала площу 2,12 км², уся площа — суходіл.

### Клімат
| Клімат : Винкот | Клімат : Винкот | Клімат : Винкот | Клімат : Винкот | Клімат : Винкот | Клімат : Винкот | Клімат : Винкот | Клімат : Винкот | Клімат : Винкот | Клімат : Винкот | Клімат : Винкот | Клімат : Винкот | Клімат : Винкот | Клімат : Винкот |
| Показник | Січ.            | Лют.            | Бер.            | Квіт.           | Трав.           | Черв.           | Лип.            | Серп.           | Вер.            | Жовт.           | Лист.           | Груд.           | Рік             |
| Абсолютний максимум, °C | 22,8            | 22,8            | 31,1            | 35,0            | 35,6            | 38,9            | 38,9            | 38,9            | 36,7            | 31,1            | 27,8            | 24,4            | 38,9            |
| Середній максимум, °C | 2,8             | 5,6             | 10,0            | 16,7            | 22,2            | 27,2            | 29,4            | 28,9            | 25,0            | 18,3            | 12,2            | 6,1             | 17,0            |
| Середній мінімум, °C | −7,8            | −5,6            | 0,0             | 5,0             | 10,6            | 16,7            | 19,4            | 18,3            | 13,3            | 6,1             | 1,1             | −5              | 6,0             |
| Абсолютний мінімум, °C | −23,9           | −19,4           | −18,3           | −8,9            | 0,0             | 1,1             | 7,2             | 2,8             | −1,1            | −6,7            | −11,7           | −23,3           | −23,9           |
| Норма опадів, мм | 87              | 76              | 110             | 105             | 111             | 117             | 128             | 101             | 115             | 97              | 100             | 107             | 1255            |
| --- | --------------- | --------------- | --------------- | --------------- | --------------- | --------------- | --------------- | --------------- | --------------- | --------------- | --------------- | --------------- | --------------- |
| Джерело: The Weather Channel The Weather Channel. The Weather Channel. Архів оригіналу за 10 серпня 2014. Процитовано 1 жовтня 2011. |                 |                 |                 |                 |                 |                 |                 |                 |                 |                 |                 |                 |                 |

## Демографія
Згідно з переписом 2010 року, у переписній місцевості мешкали 3044 особи в 1152 домогосподарствах у складі 678 родин. Густота населення становила 1433 особи/км².  Було 1279 помешкань (602/км²).
Расовий склад населення:
| - 79,7 % — білих - 13,6 % — чорних або афроамериканців - 3,9 % — азіатів - 0,3 % — корінних американців - 0,1 % — вихідців з тихоокеанських островів |

До двох чи більше рас належало 2,0 %. Частка іспаномовних становила 2,8 % від усіх жителів.
За віковим діапазоном населення розподілялося таким чином: 19,4 % — особи молодші 18 років, 48,9 % — особи у віці 18—64 років, 31,7 % — особи у віці 65 років та старші. Медіана віку мешканця становила 52,2 року. На 100 осіб жіночої статі у переписній місцевості припадало 74,9 чоловіків;  на 100 жінок у віці від 18 років та старших — 70,7 чоловіків також старших 18 років.
Середній дохід на одне домашнє господарство  становив 113 220 доларів США (медіана — 99 583), а середній дохід на одну сім'ю — 152 604 долари (медіана — 133 194). Медіана доходів становила 113 194 долари для чоловіків та 56 806 доларів для жінок. За межею бідності перебувало 12,0 % осіб, у тому числі 1,7 % дітей у віці до 18 років та 10,3 % осіб у віці 65 років та старших.
Цивільне працевлаштоване населення становило 1277 осіб. Основні галузі зайнятості: освіта, охорона здоров'я та соціальна допомога — 29,9 %, науковці, спеціалісти, менеджери — 16,2 %, мистецтво, розваги та відпочинок — 11,8 %, роздрібна торгівля — 9,7 %.